# Gras-Platterbse
Die Gras-Platterbse (Lathyrus nissolia) ist ein Schmetterlingsblütler (Faboideae) der Gattung Lathyrus. Sie blüht im Mai bis Juli. Die Artbezeichnung, die auf Tournefort zurückgeht, ehrt Guillaume Nissole (1647–1734), Professor in Montpellier.

## Beschreibung

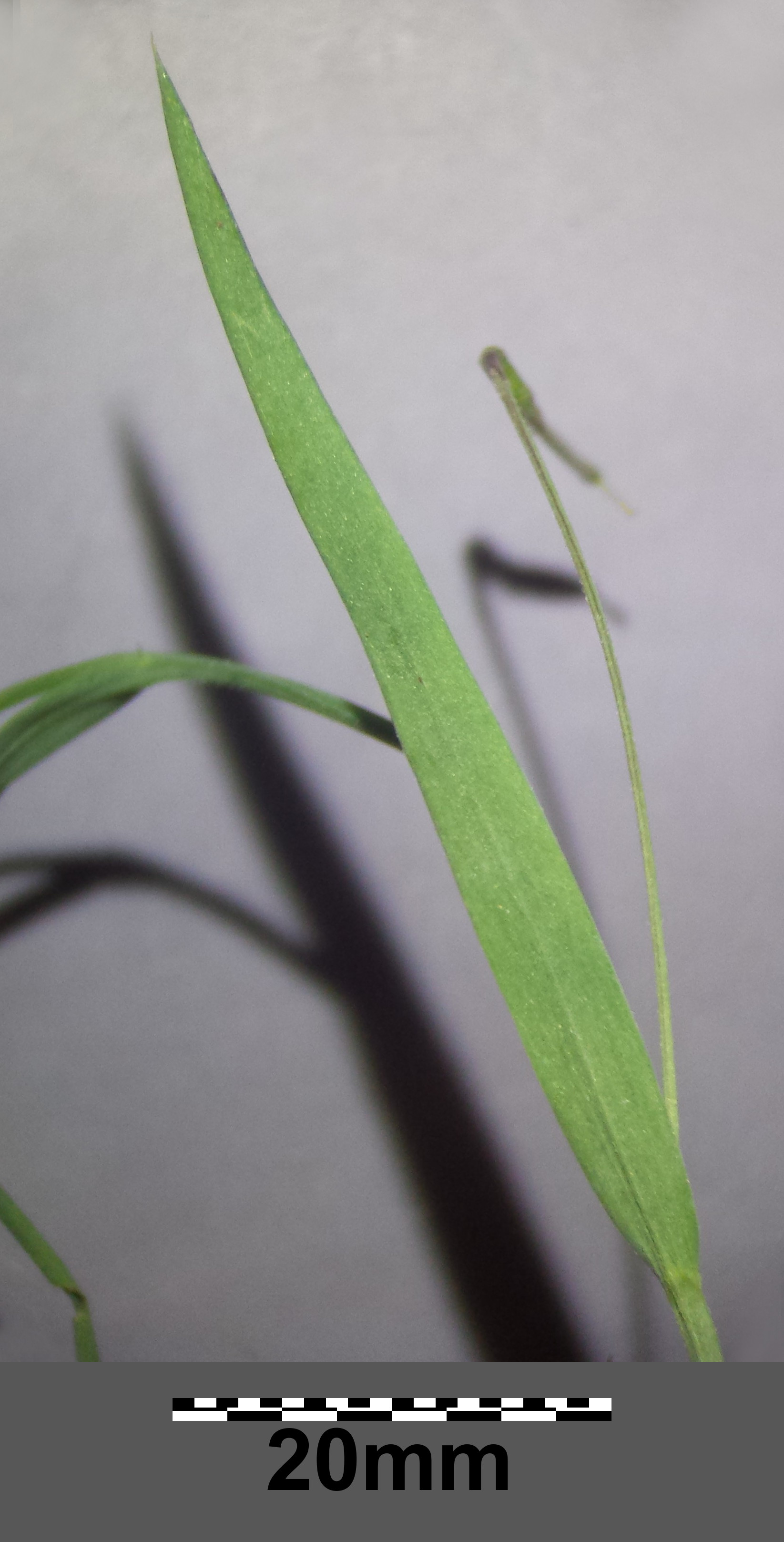
Laubblatt

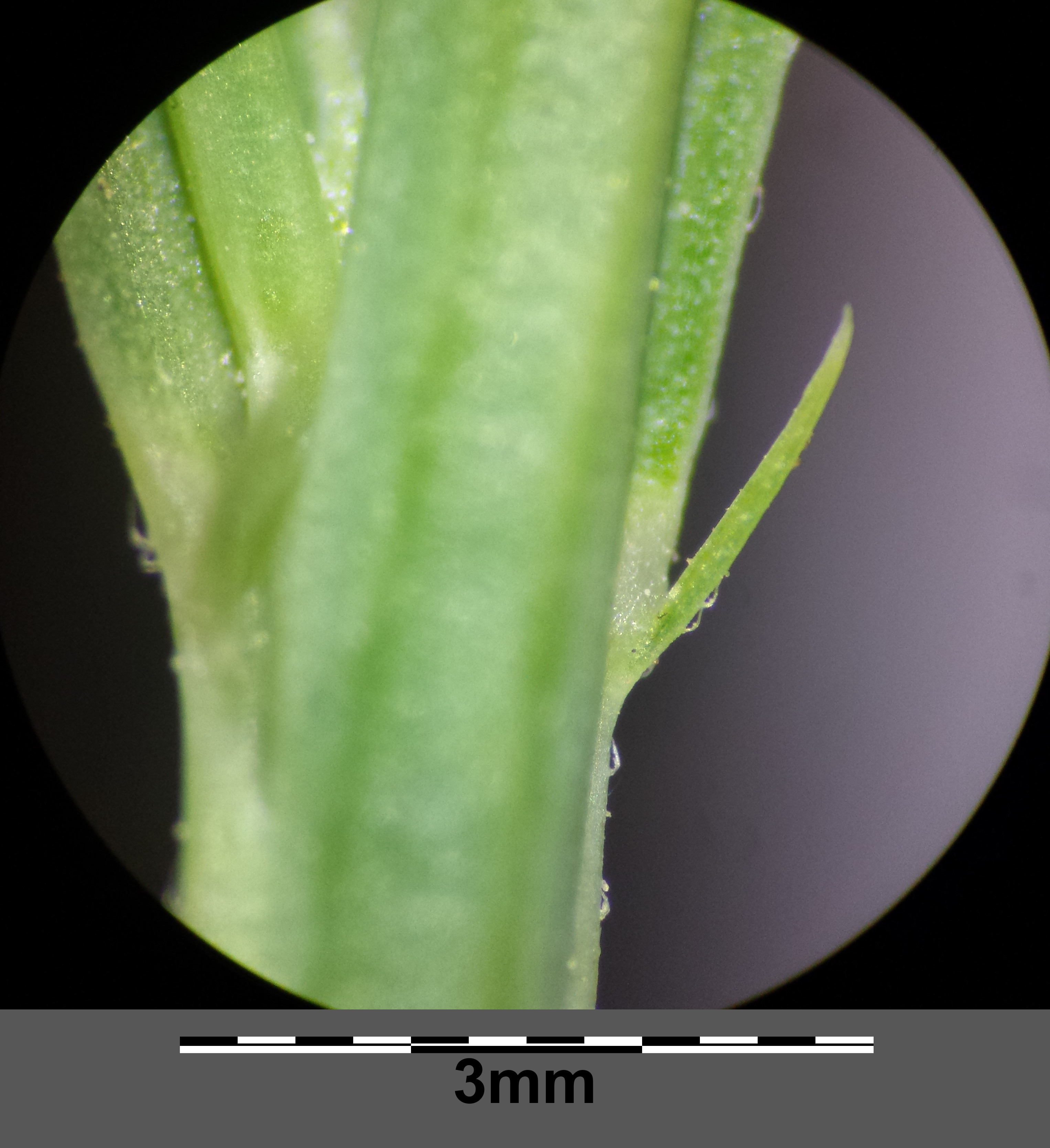
Stängel mit winzigen Nebenblättern eines Laubblatts

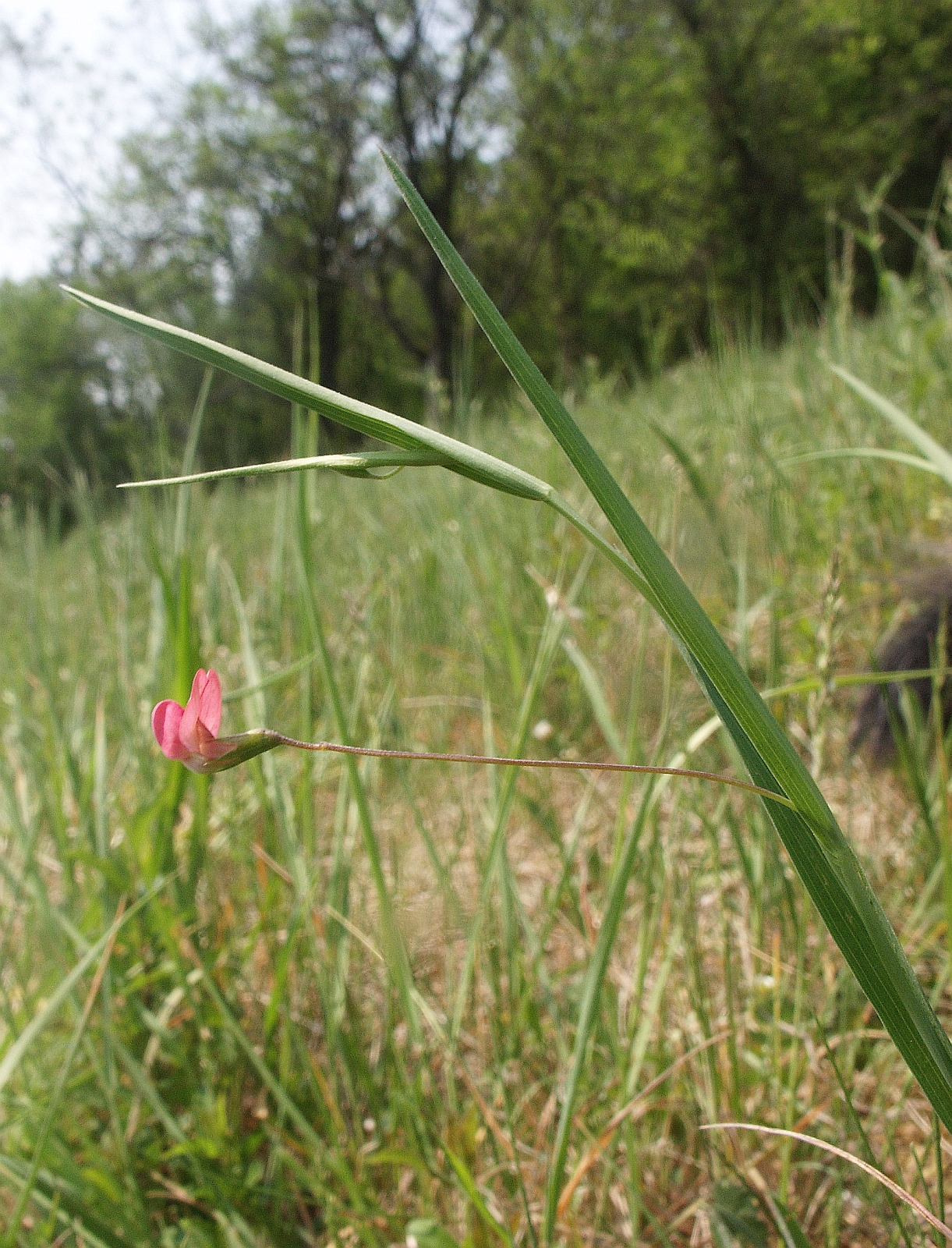
Gras-Platterbse (Lathyrus nissolia)

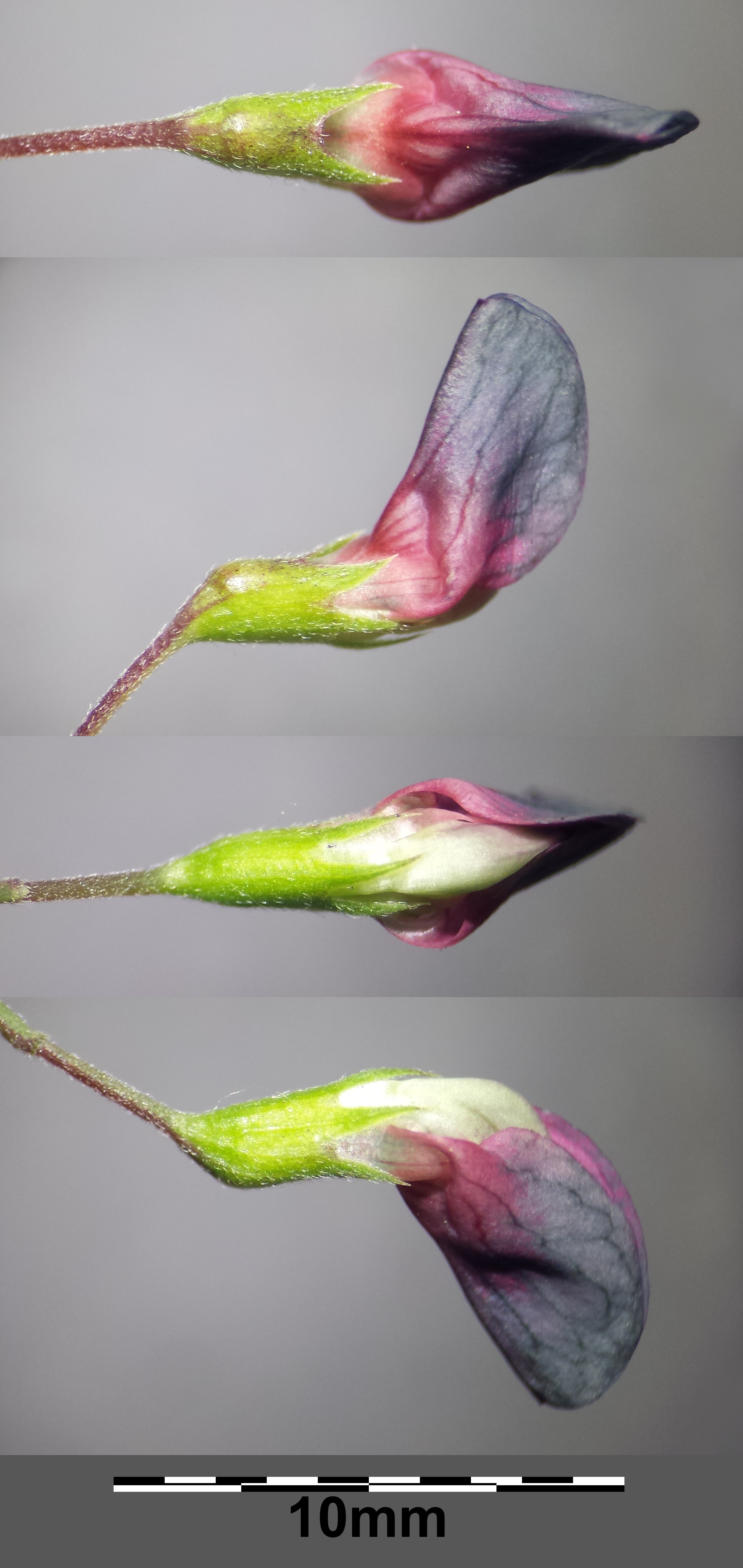
Blüte

### Habitus und Blätter
Die einjährige krautige Pflanze ist meist ganz kahl und frischgrün. Der Stängel ist einfach und aufrecht oder am Grund verzweigt; er ist 20 bis 40 cm hoch, dünn, und schwach vierkantig.
Die Laubblätter sind auf die spreitenartig verbreiterten Primärblätter und die halbpfeilförmigen bis lanzettlichen, sehr kleinen oder auch ganz fehlenden Nebenblätter beschränkt. Sie tragen nie Blättchen oder Ranken. Die Primärblätter sind lineal, mehr oder weniger 4 bis 13 cm lang und 2 bis 8 mm breit, meist spitz und zeigen 5 starke und mehrere feine Längsnerven. Die Nebenblätter sind sehr klein oder fehlen ganz.

### Blüten und Früchte
Die Blütenstände sind etwa 2/3 Mal so lang wie die Primärblätter, einblütig (selten zweiblütig) und haben eine dünne, über das sehr kleine oder ganz verkümmerte Tragblatt nicht verlängerte Achse. Die zygomorphe Blüte ist mehr oder weniger 8 bis 9 mm lang und steht an einem kurzen Stiel ab bzw. nickt an diesem. Der Kelch ist röhrig-glockig, kahl oder kurz behaart und besitzt lanzettliche Zähne. Die Krone ist purpurn bis purpur-violett und bleibt oft ganz geschlossen. Die Fahne ist dunkler geadert, bedeutend länger als die Flügel und das weißliche Schiffchen.
Die Hülsenfrüchte sind abstehend oder nickend, lineal, etwa 4 bis 5 cm lang und 3 bis 4 mm breit. Sie zeigen schwach vortretende, schmale Maschen bildende Netznerven und sind anfangs meist seidig-flaumig behaart, später dagegen mehr oder weniger kahl, von hell olivbrauner Farbe und acht- bis 15-samig.
Die Samen sind kugelig bis etwas eckig, warzig-rau, braun und dunkel gefleckt. Die kleinen Blüten öffnen sich oft überhaupt nicht, bringen aber doch reife Früchte hervor. Sie sind also autogam bis kleistogam. Die Samen behalten ihre Keimfähigkeit sehr lang und können daher lange Zeit im Waldboden ruhen, bis sie nach dem Abholzen Gelegenheit zum Keimen finden.
Die Art hat die Chromosomenzahl 2n = 14.

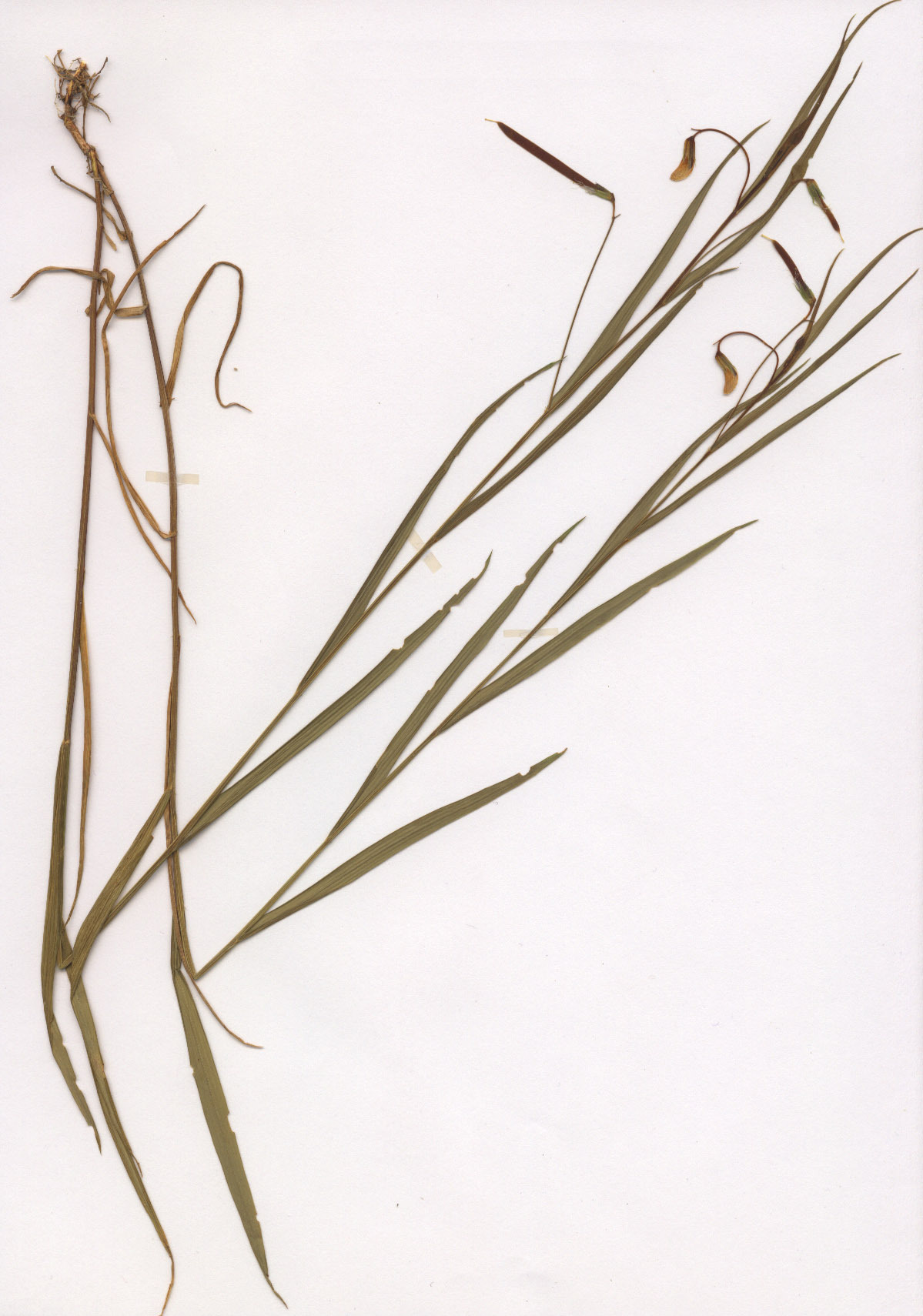
Lathyrus nissolia (Herbarbeleg). Diese Art sollte künftig wegen ihrer Seltenheit und Gefährdung in Mitteleuropa möglichst nicht gesammelt werden.

## Verbreitung und Standortansprüche Gefährdung
Die Gras-Platterbse kommt im Mittelmeergebiet, in Nordafrika, in Ungarn, der Ukraine, im Kaukasus, in Westasien, nördlich bis Frankreich, Südengland, Niederlande und Deutschland vor. Lathyrus nissolia ist ein submediterran-mediterranes Florenelement, das ursprünglich wahrscheinlich ein Gehölzbewohner war und nur in Südeuropa bis Ungarn einheimisch ist. In anderen Gebieten ist sie stellenweise eingebürgert bzw. ein nur vorübergehend auftretendes Ackerunkraut, das auf relativ trockenen kalkarmen Getreidefeldern, Ackerrainen, Gebüschen, auf Waldwiesen, Weiden gedeiht. Pflanzensoziologisch ist sie in Mitteleuropa meist eine Secalietea-Art, kommt aber auch in Waldsäumen z. B. des Carpinion-Verbandes vor.
In Deutschland kommt sie allgemein nur sehr zerstreut und selten und auch häufig unbeständig, insbesondere im mittleren und südlichen Teil Deutschlands vor. In Bayern ist sie selten und zerstreut vor allem im nördlichen Teil, südlich der Donau praktisch fehlend.
Die ökologischen Zeigerwerte nach Landolt et al. 2010 sind in der Schweiz: Feuchtezahl F = 2+ (frisch), Lichtzahl L = 4 (hell), Reaktionszahl R = 2 (sauer), Temperaturzahl T = 5 (sehr warm-kollin), Nährstoffzahl N = 3 (mäßig nährstoffarm bis mäßig nährstoffreich), Kontinentalitätszahl K = 4 (subkontinental), Salztoleranz 1 = tolerant.
Die Art steht auf der Roten Liste gefährdeter Arten Deutschlands als gefährdet (Gefährdungskategorie 3).

## Taxonomie und Systematik
Die Gras-Platterbse wurde 1753 von Carl von Linné in Species Plantarum Band 2, Seite 729 als Lathyrus nissolia erstbeschrieben.
Man kann 2 Unterarten unterscheiden:
- Latharus nissolia subsp. nissolia
- Lathyrus nissolia subsp. amanus Rech.f.: Sie kommt im Gebiet von Libanon und Syrien vor.[6]